# 長賜輪
長賜輪（Ever Given）為一艘2018年啟用的超級貨櫃船，載重20,214TEU，是世界最長的船隻之一，船東為日本今治造船子公司正榮汽船株式會社。台灣長榮海運以論時傭船方式濕租為旗下的長榮黃金級貨櫃船，負責運輸長榮貨櫃，在巴拿马註冊。
長賜輪在2021年3月23日向北航行通過蘇伊士運河時，疑似因沙塵暴、強風、人為因素等影響，致使船頭插入東岸擱淺，船身打橫造成蘇伊士運河航運堵塞。經搶救，於29日重新浮起並脫困，由拖船推至大苦湖下錨檢修並釐清肇事原因與責任歸屬。

## 歷史

### 2019年漢堡港碰撞
2019年2月9日，這艘船在德國漢堡港附近的布朗肯內斯撞毀了25公尺長的HADAG渡輪。碰撞發生的兩分鐘後，由於大風，對易北河發佈了交通禁令。

### 2021年蘇伊士運河堵塞

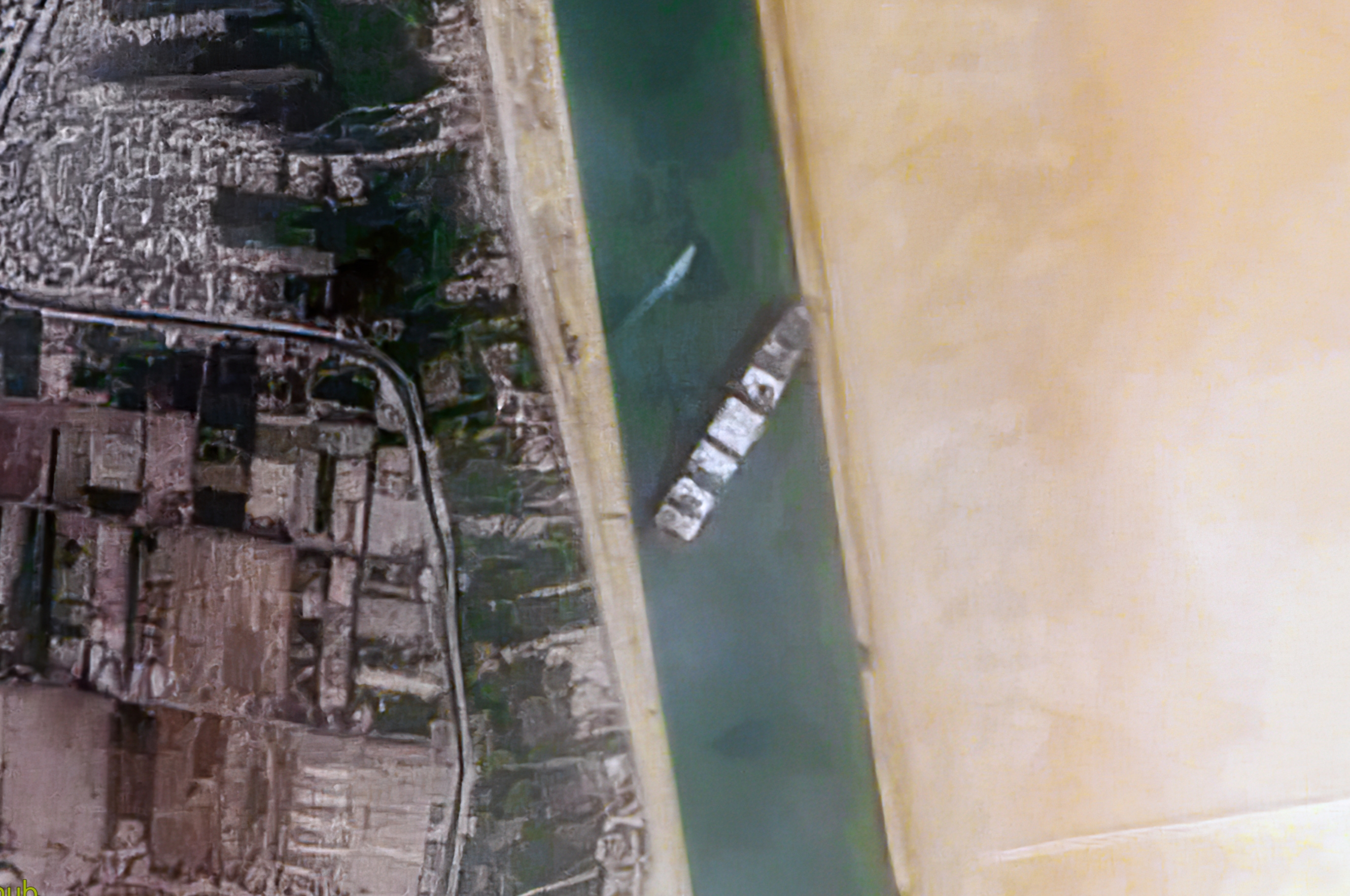
哨兵2號衛星於2021年3月24日拍攝的長賜輪，顯示其約400公尺長的船身堵住寬約300公尺的河道

東歐時間（UTC+2）2021年3月23日7時40分，該船正從柔佛丹绒柏勒巴斯港穿過蘇彝士運河前往鹿特丹港。當它擱淺時，轉向側面並堵塞了運河。長榮海運表示：「疑似遭遇突然的強風襲擊，導致船體偏離……不小心觸底擱淺」。該船在北向的船隻中排序第五。
雙向交通因而堵塞，導致超過一百艘船隻的交通擁堵。3月24日時有報導指出該船已「局部脫淺」，遭到管理該船的公司貝仕船舶管理公司（Bernhard Schulte Shipmanagement, BSM）否認。
此外，貿易專家擔心，無限期的拖延將造成全球供應及物價上漲危機。
3月29日，長賜號重新浮起，並在拖船的協助下離開原擱淺的河道，並前往運河中段「大苦湖」接受調查，蘇伊士運河隨後亦恢復正常通行。
3月31日，CNN Travel與海上工作超過20年資歷船長Yash Gupta以及水手Andy Winbow共同開發「搶救長賜號」模擬開船小遊戲。
7月7日，長賜輪駛離蘇伊士運河。
2021年10月4日，长赐轮抵达青岛进行维修，並由青島北海船舶重工修船分廠負責維修工作。该轮船受损部位主要集中在船首，在青岛北船重工开展20余天的维修作业。

## 外部連結
- Ever Given （页面存档备份，存于）—長榮海運
- Ever Given Archive.today的存檔，存档日期2021-03-25—尋找船隻（Vessel Finder） map （页面存档备份，存于）
- 長賜輪圖片集 （页面存档备份，存于）—BBC News
- 新聞稿 （页面存档备份，存于）—貝仕船舶管理（Bernhard Schulte Shipmanagement，BSM）